# Georg Lörner
Georg Lörner, född 17 februari 1899 i München, död 21 april 1959 i Rastatt, var en tysk SS-Gruppenführer. Han var bror till Hans Lörner.

## Biografi
Lörner blev 1942 chef för avdelning B inom det nyinrättade SS-Wirtschafts- und Verwaltungshauptamt (SS-WVHA), SS:s huvudorgan för ekonomi och förvaltning. SS-WVHA förvaltade bland annat de nazistiska koncentrationslägren och hade till uppgift att tillvarata de mördade internernas pengar, kläder, värdesaker och tandguld. Från 1943 var Lörner därjämte Oswald Pohls ställföreträdare. Lörner var medgrundare av Ostindustrie GmbH (Osti), som bland annat exploaterade judisk tvångsarbetskraft.
Efter andra världskriget ställdes Lörner inför rätta vid SS-WVHA-rättegången. Den 3 november 1947 dömdes han till döden genom hängning för krigsförbrytelser, brott mot mänskligheten samt medlemskap i en brottslig organisation, SS. Straffet omvandlades år 1948 till livstids fängelse och år 1951 till 15 års fängelse. Lörner släpptes dock redan i mars 1954.